# ソヴェルゼネ
ソヴェルゼネ（伊: Soverzene）は、イタリア共和国ヴェネト州ベッルーノ県にある、人口約400人の基礎自治体（コムーネ）。

## 地理

### 位置・広がり

#### 隣接コムーネ
隣接するコムーネは以下の通り。括弧内のPNはポルデノーネ県所属を示す。
- アルパゴ
- エルト・エ・カッソ (PN)
- ロンガローネ
- ポンテ・ネッレ・アルピ

### 気候分類・地震分類
気候分類では、zona F, 3271 GGに分類される。
また、イタリアの地震リスク階級 (it) では、zona 2 (sismicità media) に分類される。